# محمودرضا پهلوی
محمودرضا پهلوی (۱۳۰۵ – ۱۳۷۹) نهمین فرزند رضاشاه و سومین فرزندِ رضاشاه از عصمت دولتشاهی بود.

## زندگی‌نامه
محمودرضا پهلوی سومین فرزند رضاشاه از عصمت دولتشاهی در ۱۲ مهر ۱۳۰۵ به دنیا آمد و تحصیلات ابتدایی و مقدمات نظام را در تهران سپری کرد. او پس از استعفا و تبعید پدرش، در حالی که ۱۵ سال بیشتر نداشت با او به آفریقای جنوبی رفت و پس از مرگ رضا شاه به ایران بازگشت و چندی بعد برای ادامه تحصیل در رشته مدیریت بازرگانی و صنعتی در دانشگاه کالیفرنیا و میشیگان به آمریکا رفت.
او پس از بازگشت به ایران در سال ۱۳۳۳ با مهردخت اعظم زنگنه ازدواج کرد که این ازدواج پس از سه سال به جدایی انجامید و شاهپور محمودرضا در سال ۱۳۴۳ با مریم اقبال دختر منوچهر اقبال ازدواج کرد ولی نامبرده نیز پس از مدتی از او جدا شد.
محمودرضا فردی عشرت طلب بود و عادت به استعمال تریاک و هروئین داشت. رابطه شاه با او خوب نبود و از شرکت در مراسم دربار منع شده بود. مقامات آمریکایی از سال ۱۹۵۱ نسبت به تحرکات و اقدامات او در دریای مدیترانه و اقیانوس اطلس حساس بودند. چارلز سیراگیوسا، از کارآگاهان زبده اداره مواد مخدر آمریکا پهلوی را در یک کادیلاک با دو زن زیبا در هامبورگ رؤیت کرد. اداره مبارزه با مواد مخدر آمریکا پی برد که محمود رضا با نام مستعار مرمود کاوا بین تهران، پاریس، نیویورک و دیترویت هروئین قاچاق می‌کند ولی آمریکا هیچگاه این پرونده را پی نگرفت و در عوض یک دستیار ارمنی محمودرضا را دستگیر کرد که شبکه ای را می‌گرداند که بخشی از آن رایزن‌های ایران در بروکسل و قاهره بودند. از آن زمان به بعد هیئت‌های دیپلماتیک ایران با وجود تلاش‌ها برای لاپوشانی این رسوایی‌ها بابت شبکه قاچاق مواد مخدر شهرت پیدا کردند. در سال ۱۹۹۲ به ظن داشتن ۱۰۰۰ گرم تریاک به ارزش خیابانی بیش از ۲۰ هزار دلار در خانه اش در بورلی هیلز، کالیفرنیا دستگیر شد. در تجسس خانه او وافور و ترازوی وزن کردن مواد مخدر پیدا شد و مقامات فدرال او را به استفاده شخصی و فروش تریاک متهم کردند.
وی پس از انقلاب۱۳۵۷ ایران را ترک کرد و ۲۵ اسفند ۱۳۷۹ در کالیفرنیا درگذشت.